# پولار میوزیک
پولار میوزیک (انگلیسی: Polar Music) یک شرکت ناشر موسیقی سوئدی است که در سال ۱۹۶۳ توسط استیگ آندِشون و دوستش بنگت برنهاگ بنیان نهاده شد.
پولار میوزیک نخستین قراردادش را با گروه موسیقی هوتننی سینگرز امضا کرد که بیورن اولویوس یکی از اعضای آن بود. این شرکت سرانجام با تهیه و تولید گروه موسیقی پاپ آبا به موفقیت مالی فراوانی دست یافت. پولار میوزیک در سال ۱۹۸۹ به پلی‌گرام واگذار شد. محصولات این شرکت امروزه توسط گروه موسیقی یونیورسال پخش و توزیع می‌شود.
جایزه موسیقی پولار جایزه ای برای دستاوردهای برجسته موسیقی است که توسط استیگ آندِشون در سال ۱۹۸۹ ایجاد شد.